# UFC Fight Night: Brunson vs. Shahbazyan
UFC Fight Night: Brunson vs. Shahbazyan（ユーエフシー・ファイトナイト：ブランソン・バーサス・シャバージアン、別名UFC Fight Night 173、UFC on ESPN+ 31）は、アメリカ合衆国の総合格闘技団体「UFC」の大会の一つ。2020年8月1日、ネバダ州ラスベガスのUFC APEXで開催された。

## 大会概要
本大会ではデレク・ブランソンとエドメン・シャバージアンのミドル級戦が組まれた。

## 試合結果

### プレリミナリーカード
第1試合 バンタム級 5分3R
△  クリス・グティエレス vs.  コーディ・ダーデン △
3R終了 判定0-0（28–28、28–28、28–28）
第2試合 フェザー級 5分3R
○  ジャマル・エマース vs.  ビンス・カチェロ ×
3R終了 判定3-0（30-27、30-27、30–27）
第3試合 フェザー級 5分3R
○  ネイト・マネス vs.  ジョニー・ムニョス ×
3R終了 判定3-0（29–27、29–27、29–27）
第4試合 140.5ポンド契約 5分3R
○  ジョナサン・マルチネス vs.  フランキー・サエンズ ×
3R 0:57 TKO（左膝蹴り→パウンド）
※マルチネスの体重超過によりバンタム級から変更。

### メインカード
第5試合 ライト級 5分3R
○  ボビー・グリーン vs.  ランド・バンナータ ×
3R終了 判定3-0（30-26、30-27、30-27）
第6試合 ウェルター級 5分3R
○  ビセンテ・ルケ vs.  ランディ・ブラウン ×
2R 4:56 KO（右膝蹴り→パウンド）
第7試合 女子フライ級 5分3R
○  ジェニファー・マイア vs.  ジョアン・コールダウッド ×
1R 4:29 腕ひしぎ十字固め
第8試合 ミドル級 5分5R
○  デレク・ブランソン vs.  エドメン・シャバージアン ×
3R 0:26 TKO（パウンド）

### 各賞
ファイト・オブ・ザ・ナイト： ボビー・グリーン vs. ランド・バンナータ
パフォーマンス・オブ・ザ・ナイト：ジェニファー・マイア、ビセンテ・ルケ
各選手にはボーナスとして5万ドルが授与された。

### カード変更
負傷などによるカードの変更は以下の通り。